# Евакуація
Евакуація — процес виведення населення і життєважливих ресурсів першої необхідності з території можливої загрози від катастрофи чи воєнного конфлікту.
- Виведення з місцевості, що перебуває під загрозою нападу ворога або стихійного лиха, з театру воєнних дій у тил населення, поранених, полонених, а також матеріальних засобів.
- Виведення людей з будівель під час чи при загрозі аварій, пожеж, терористичних актів тощо
- Відведення військ з районів, які вони раніше займали.

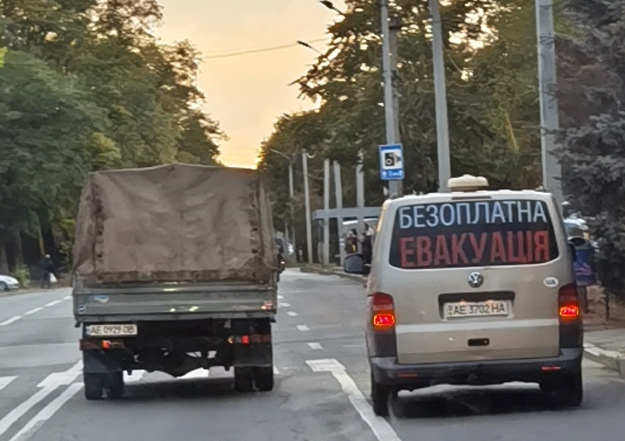
Евакуаційний бус з зони бойових дій на вулицях Дніпра.

Українське законодавство визначає: «евакуація – організоване виведення чи вивезення із зони надзвичайної ситуації або зони можливого ураження населення, якщо виникає загроза його життю або здоров’ю, а також матеріальних і культурних цінностей, якщо виникає загроза їх пошкодження або знищення».
Евакуація використовується у військовій справі і цивільній обороні.
Іноді замість евакуації застосовують розосередження — це організований вихід з міст і розміщення в заміській зоні робітників та службовців об'єктів народного господарства, що продовжують роботу в містах при НС, коли одна зміна працює на об'єктах народного господарства, а інша відпочиває в заміській зоні.